# Chuck Todd
Chuck Todd, all'anagrafe Charles David Todd (Miami, 8 aprile 1972), è un giornalista e conduttore televisivo statunitense, dal 7 settembre 2014 al 10 settembre 2023 conduttore del programma televisivo Meet the Press in onda sulla NBC.
Conduce anche il programma MTP Daily sulla MSNBC ed è il direttore politico della testata NBC News. Prima di diventare conduttore dei Meet the Press, Todd è stato capo corrispondente della Casa Bianca per la NBC e conduttore di The Daily Rundown su MSNBC. È anche analista politico del programma NBC Nightly News in onda su NBC News.